# Batalla de Vitòria
La batalla de Vitòria es va lliurar el 21 de juny de 1813 entre les tropes franceses que escortaven a Josep Bonaparte en la seva fugida i un conglomerat de tropes britàniques, espanyoles i portugueses al comandament d'Arthur Wellesley, duc de Wellington. La victòria aliada va sancionar la retirada definitiva de les tropes franceses d'Espanya (amb l'excepció de Catalunya) i va forçar Napoleó a tornar la corona del país a Ferran VII, finalitzant així la Guerra del Francès.

## Situació prèvia
Després de la dura derrota soferta pels francesos en la batalla dels Arapiles, les tropes napoleòniques es van veure incapaces d'aturar a l'exèrcit aliat de camí a Madrid, el qual va ser evacuat el juliol de 1812. Al mes següent, Wellington va entrar a la capital i, després de desplegar unes divisions a la zona per assegurar-la, va marxar amb el gruix de l'exèrcit cap al nord, on va assetjar Burgos. Tanmateix, els francesos van resistir a la plaça forta i el van forçar a retirar-se el 21 d'octubre.
Posteriorment, els aliats van tornar a abandonar Madrid per retirar-se de nou a Salamanca i posteriorment a Ciudad Rodrigo, on es van reorganitzar durant l'hivern. Mentrestant, les forces franceses, ja greument minvades i desorganitzades per la dura campanya a Espanya, es van reduir encara més quan diverses divisions van ser desplaçades de la península Ibèrica per cobrir altres fronts europeus a causa de la desastrosa campanya de Rússia duta a terme per Napoleó.
Després de l'arribada de la primavera, Wellington va avançar de nou cap al nord-est, portant un gran exèrcit format per britànics, portuguesos, espanyols i alemanys. S'afirma que en creuar la fontera es va donar la volta i va exclamar: "Adéu Portugal, mai no us tornaré a veure". L'exèrcit es va anar engrossint sobre la marxa amb efectius dels exèrcits i guerrilles espanyoles dels territoris alliberats, que s'agrupaven per assestar el cop final. Wellington va assolir la vall de l'Esla el 20 de maig de 1813. Aquest moviment va inquietar als francesos, pel qual el mariscal Jean-Baptiste Jourdan va retirar als 58.000 homes que havia desplegat per reocupar l'àrea entre els rius Duero i Tajo, i els va concentrar de nou a Burgos, disposat a assegurar les comunicacions amb el sud de França.
L'exèrcit aliat es va posar en marxa per tallar aquesta via d'escapada a Jean-Baptiste Jourdan, que ja planejava abandonar el terra espanyol per posar fora de perill la cort de Josep Bonaparte. Al mateix temps els subministraments britànics van començar a dirigir-se a Santander. Per tant, a mesura que avançaven les tropes aliades, incrementaven les seves forces en comptes de disminuir-les, i escurçaven les línies de subministraments en comptes d'allargar-les.
Quan Josep Bonaparte va abandonar Madrid va pensar a reforçar la línia de l'Ebre establint la seva caserna general en Miranda de Ebro. En assabentar-se que les tropes de Wellington havien creuat el riu els dies 14 i 15 de juny per Polientes, San Martín de Elines i Puente-Arenas, Josep Bonaparte es va afanyar a arribar a Miranda i després a la Llanada Alavesa, la regió plana entorn de Vitòria, on es van concentrar els exèrcits francesos. Tanmateix els invasors van haver de desplegar part de les seves forces al nord, per detenir el general Pedro Agustín Girón, marqués de les Amarillas, que avançava cap a Bilbao amb 15.000 homes. Alhora, els 20.000 homes de l'exèrcit del nord, manat pel General Clausel van haver de moure's cap a Navarra per intentar destruir la Divisió de Navarra, formada pels 8.000 guerrillers navarresos, aragonesos i alabesos d'Espoz i Mina, que havien estat reforçats per les guerrilles guipuscoanes de Gaspar de Jáuregui, amb uns altres 3.000 homes més. Aquestes guerrilles havien demostrat ser molt capaços de derrotar en batalla campal els francesos quan els nombres eren semblants.

## Desplegament imperial
L'exèrcit del Migdia (Armée du Midi) es va situar en primera línia en una posició entre l'alt de Jundiz i el poble de Subijana de Álava, amb alguns llocs avançats cobrint l'entrada a la vall del Riu Zadorra (la Llanada) pel congost de La Puebla.
La segona línia estava formada per dues divisions de l'Exèrcit del Centre (Armée du Centre), comandat pel comte Jean-Baptiste Drouet, conde d'Erlon, en una posició en ambdós costats del Camí Real davant del poble de Gomecha.
Ambdues línies miraven a l'oest, ja que Josep Bonaparte estava convençut que l'atac aliat, si arribava, vindria per aquesta direcció.
La Guàrdia Real i la majoria de la cavalleria se situaven en reserva a l'oest de Vitòria, en les proximitats de Zuazo. L'exèrcit de Portugal (Armée du Portugal), a les ordres de Reille, es va desplegar al nord del camp de batalla, al llarg del Zadorra, entre els pobles d'Arriaga i Durana, vigilant el pas del riu i ocupant unes altres tres poblacions a la vora nord: Abetxuku, Gamarra Nagusia i Gamarragutxia.
En total 58.000 homes i 153 canons.

## Desplegament aliat
La força sota el comandament de Wellington, formada per angloportugueses i el 4t Exèrcit Espanyol a les ordres del General Girón, es va dividir en quatre columnes amb què es pretenia atacar els punts clau del desplegament imperial.
La columna dreta, al comandament de Hill i formada per la 2a Divisió angloportuguesa, la 1a Divisió espanyola al comandament de Pablo Morillo, la portuguesa de Silveira i la cavalleria d'Alten i Fane, es disposaven a creuar el Zadorra en la Puebla d'Arganzón per atacar la posició imperial en els Alts de la Puebla i després caure sobre Subijana d'Àlaba.
Les dues columnes centrals estaven a les ordres de Wellington i sumaven 30.000 homes. La columna central estava formada per les divisions Ligera i 4a i per les brigades de cavalleria britànica de Robert Hill, Grant, Ponsonby i la portuguesa de D'urban. La seva missió era esperar als voltants de Nanclares fins que les tropes de Hill prenguessin els Alts de la Puebla, el que els permetria creuar el Zadorra sense dificultat i atacar frontalment el centre de la posició imperial. La columna centreesquerra consistia en les divisions 3a i 7a, la missió de les quals era creuar el Zadorra més al nord i amenaçar la rereguarda del centre imperial.
La quarta columna, al comandament de Sir Thomas Graham, estava composta per les divisions 1a i 5a britàniques, la 6a Divisió espanyola al comandament de Longa, i les brigades portugueses de Pack i Bradford, recolzades pels Dracs Lleugers d'Anson i pels Dracs Pesats de Bock. La seva missió era avançar cap al nord-est i bloquejar la retirada francesa pel Camí Real que portava a Baiona, atacant l'extrem dret de la línia francesa situat als pobles de Gamarra Mayor i Gamarra Menor.
En total 78.000 homes i 96 canons.

## Batalla

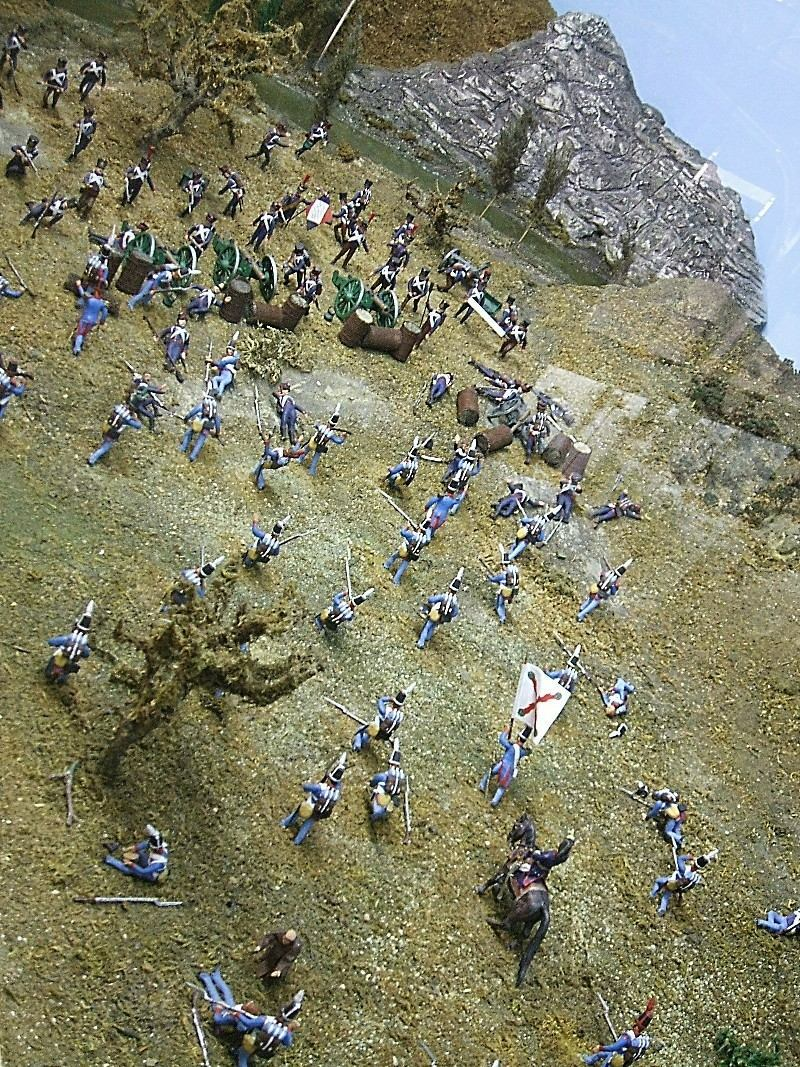
Maqueta de l'atac del general Morillo, matí del 21 de juny de 1813, al Museu d'Armeria d'Àlaba

A dos quarts de nou del matí del 21 de juny, les tropes de Hill van començar a obrir-se pas cap als Alts de la Puebla. Van ser els espanyols de la Primera Divisió, al comandament del general Pablo Morillo, els primers a llançar-se turó a dalt. El mateix Pablo Morillo va ser ferit en aquesta acció.
La 2a Divisió angloportuguesa es va unir a la lluita i els francesos van ser desallotjats dels Alts de la Puebla. Els britànics van avançar i van conquerir Subijana de Álava, però no van poder seguir endavant a causa del foc provinent de la 4a Divisió de Conroux, pertanyent a l'Exèrcit del Migdia francès.
La columna de Graham va atacar la dreta imperial (Exèrcit de Portugal), al comandament de Reille. La 6a Divisió espanyola, a les ordres de Longa, va atacar i va prendre Gamarra Menor i va continuar fins Durana, un punt molt important perquè el Camí Real en direcció a Baiona passava per allà i es podria tallar la retirada francesa. Gamarra Mayor va ser atacada per la 5a Divisió angloportuguesa.
Després d'una sèrie de durs enfrontaments, la 3a Divisió al comandament de Thomas Picton va trencar el front central francès i les defenses napoleòniques es van esfondrar. Els francesos van iniciar llavors una fugida desesperada cap a la frontera del seu país, deixant darrere de si 8.000 baixes entre morts i ferits i 2.000 presoners, perdent 152 dels 153 canons que portaven. Els aliats van sofrir 4.500 baixes.
Josep Bonaparte, completament terroritzat quan un regiment d'hússars britànics es van llançar a la càrrega contra la seva berlina, va muntar el seu cavall abandonant el tresor que procedia del saqueig del patrimoni espanyol.
Consumada la victòria aliada, el General Álava va prendre una unitat de cavalleria britànica i va penetrar a la seva ciutat natal evitant que vencedors i vençuts realitzessin saquejos a la ciutat, com portaven fent a nombroses ciutats i farien posteriorment, per exemple, a Sant Sebastià.
Milers de soldats es van llançar sobre l'abundant botí que els imperials portaven a França i estaven deixant en la seva fugida: or, plata, joies, sedes, valuosos vestits, orfebreria, etc. Els aliats (en especial els britànics) van abandonar tota persecució dels francesos i es van entregar al repartiment del botí, el que va irritar a Wellington.
El col·lapse de la disciplina a les files aliades, que va permetre saquejar tanta riquesa, va implicar que els francesos, malgrat sofrir 10.000 baixes entre morts, ferits i presoners, poguessin escapar per lluitar un altre dia.

## Conseqüències
Després de la batalla, les forces aliades es van reagrupar i van ocupar Sant Sebastià i Pamplona. El desembre es va iniciar la invasió des de les bases del País Basc del Nord, i per a la seva defensa, Napoleó Bonaparte va enviar Nicolas Jean de Dieu Soult des del front alemany. En aquesta campanya Soult demostra el seu talent com a general, malgrat que fou vençut repetidament per les tropes comandades per Arthur Wellesley de Wellington. Les seves últimes ofensives a Espanya són rebutjades per Wellington en la batalla de Sorauren i pel general Manuel Alberto Freire Andrade Armijo a la batalla de San Marcial. L'exèrcit de Soult és perseguit péls aliats dins de frança on lliura les batalles de Nivelle, Nive i Orthez, abans de batre's amb Wellington en una sagnant batalla final a Tolosa el 1814.
Les notícies de la victòria a Vitòria van insuflar noves forces a prussians i russos, que encara estaven recuperant-se de les derrotes de Lützen i Bautzen. Àustria, que fins llavors havia dubtat d'unir-se a la nova Coalició antinapoleònica, va entrar de nou en guerra, i la coalició va entrar a París, i Napoleó Bonaparte va abdicar en 6 d'abril de 1814.

## Anecdotari
- Quan a finals de juliol va arribar la notícia a Viena, Johann Nepomuk Mälzel va encarregar a Ludwig van Beethoven la composició d'una obra simfònica amb motiu d'aquest fet. Es tracta de l'op. 91 "Wellingtons Sieg" (La Victòria de Wellington) o "Die Schlacht bei Vitòria" o "Siegessymphonie".
- Per a premiar els participants de l'enfrontament, el 21 de juny de 1815 es va crear, per ordre de Ferran VII a petició del comandant Francisco de Longa, una condecoració amb la inscripció següent en l'anvers: " IRURAC-VAT " (en basc Tres en Un, amb referència a les tres províncies basques), i al revers: "Recompensa de la batalla de Vitòria").
- El botí que el Rei Josep Bonaparte s'emportava a França, després de saquejar el patrimoni espanyol, era gegantí entre or, plata i altres obres d'art. Incloïa importants pintures de Diego Velázquez, Raffaello Sanzio, Ticià, Antonio da Correggio, Bartolomé Esteban Murillo, Peter Paul Rubens, Anton van Dyck entre d'altres. Quan Wellington va plantejar al nou rei Ferran VII d'Espanya la devolució dels quadres, aquest li va dir que es quedés gran part d'ells, 83 exactament, com a regal. Actualment s'exhibeixen al "Wellington Museum", al palau Apsley House de Londres.
- Existeixen 38 regiments anglesos que porten a les seves banderes el nom de Vitòria en record de la batalla.
- Hi ha un monument a la plaça de la Virgen Blanca, al centre de Vitòria, que commemora aquest fet.
- Diverses dones van lluitar en la batalla de Vitòria. El general Morillo li va estendre a Agustina d'Aragó un certificat conforme havia lluitat sota el seu comandament a Vitòria. La guerrillera i bandolera biscaïna Martina de Ibaibarriaga va lluitar en la divisió d'Iberia, la força guerrillera de Francisco de Longa.